# Dinucleòtid de flavina i adenina
El dinucleòtid de flavina i adenina o flavina adenina dinucleòtid (FAD) és un cofactor associat a diverses reaccions importants del metabolisme; és una molècula derivada de la riboflavina (també anomenada vitamina B2), unida un pirofosfat (P-P); el qual està unit a una ribosa i aquesta última està unida a una adenina. Per tant, la molècula és en realitat ADP unit a una molècula de riboflavina; o també AMP unit al coenzim FMN.

## Funció
Bioquímicament és un coenzim que intervé com a donador / receptor d'electrons i protons (poder reductor) en reaccions metabòliques redox; el seu estat oxidat s'abrevia FAD i en estat reduït és FADH₂, ja que ha acceptat dos àtoms d'hidrogen (cada un format per un electró i un protó): 

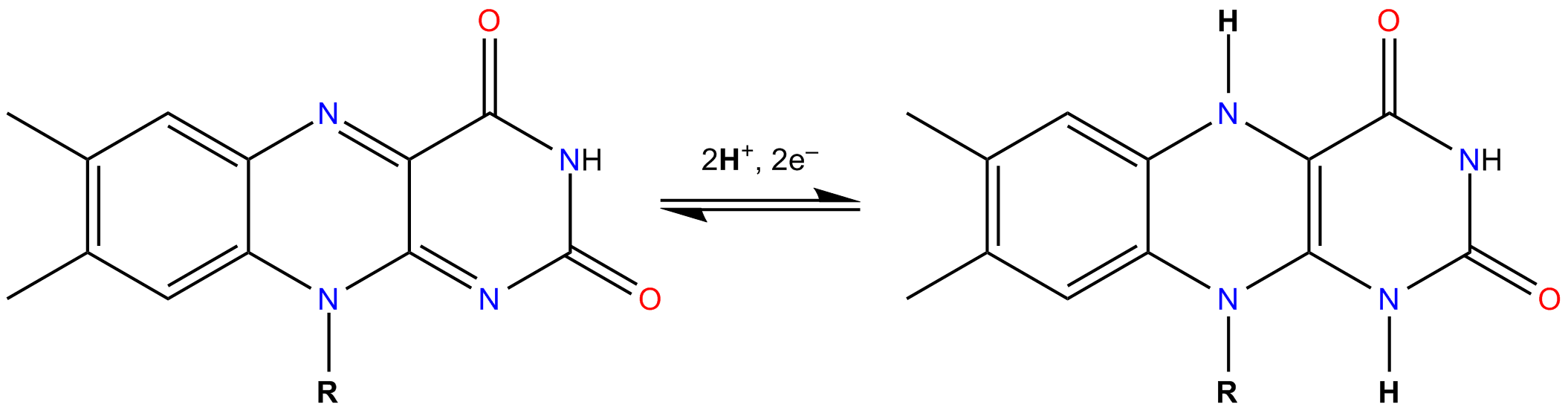
La conversió FAD a FADH2 es produeix a partir d'aquesta reacció

Per tant, al reduir-se capta dos protons i dos electrons, el que el capacita per intervenir com a donador d'energia i/o poder reductor en el metabolisme. Per exemple, el FAD (i també NAD), es redueix en el cicle de Krebs i s'oxida en la cadena respiratòria (respiració aeròbica).
També cal destacar que la part reactiva del FAD és un anell heterocíclic isoaloxazina, que a diferència de l'anell del NAD, que transfereix dos electrons al mateix temps, pot absorbir electrons lliures i tornar a cedir-los. Per aquest motiu, les flavoproteïnes, proteïnes especials portadores de flavina, acostumen a actuar en les commutacions entre reaccions d'un i dos electrons.
La funció bioquímica general del FAD és oxidar els alcans i alquens, alhora que el NAD+ oxida els alcohols a aldehids o cetones. Això és degut al fet que l'oxidació d'un alcà (com el succinat) a un alquè (com el fumarat) és suficient exergònica com per reduir el FAD a FADH₂, però no per reduir el NAD+ a NADH.
La reoxidació del FADH₂ (és a dir, l'alliberació dels dos electrons i dels dos protons capturats) es dona a terme en la cadena respiratòria, el que possibilita la formació d'ATP (fosforilació oxidativa).
Moltes oxidoreductases, denominats flavoenzims o flavoproteïnes, requereixen FAD com coenzim per oxidar els substrats. Però en l'enzim succinat deshidrogenasa, que oxida el succinat a fumarat en el cicle de Krebs, el FAD és realment un grup prostètic, ja que està unit forta i permanentment a l'enzim mitjançant un enllaç covalent.

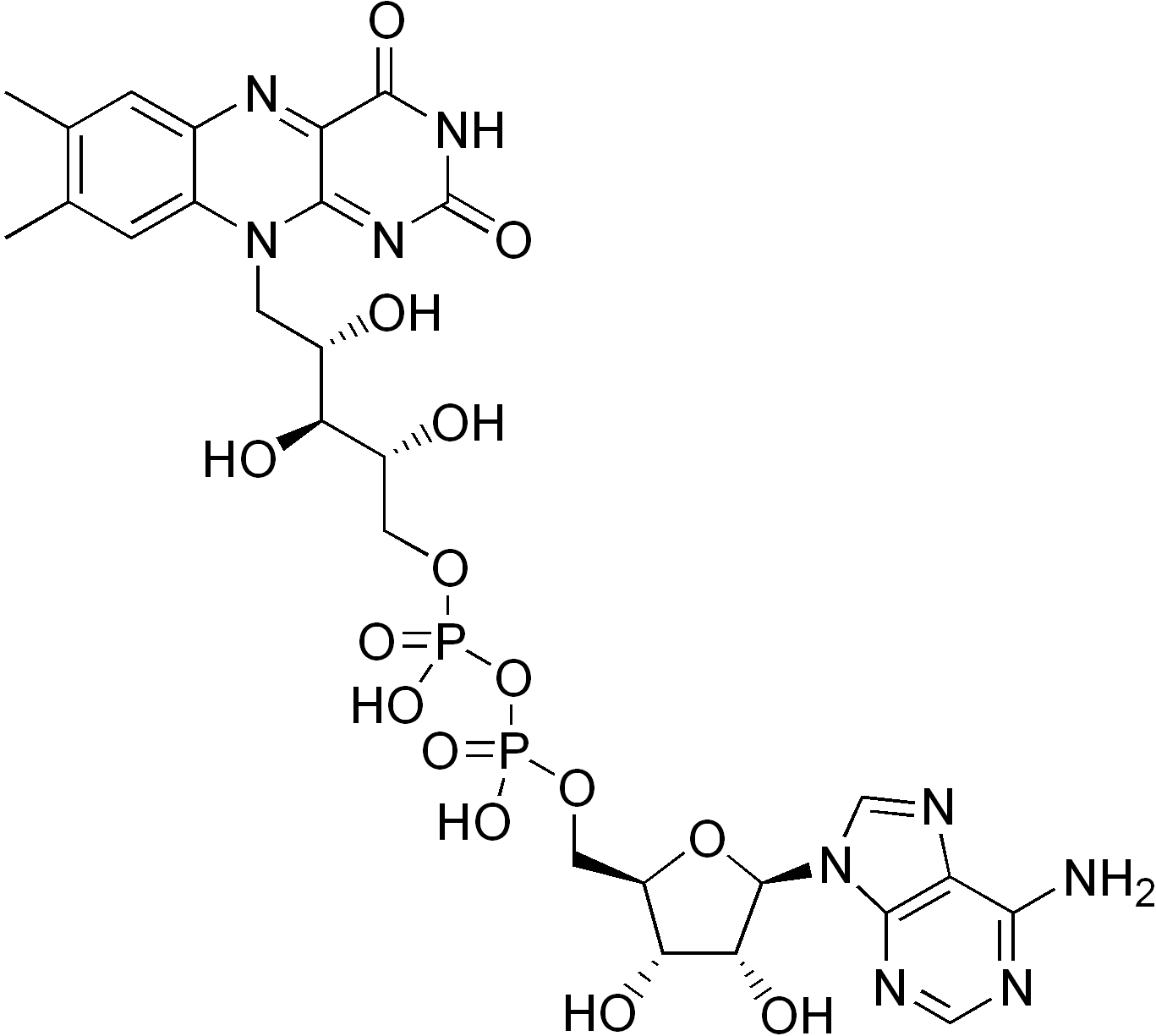
FAD